# Fieberocapsus flaveolus
Fieberocapsus flaveolus är en insektsart som först beskrevs av Reuter 1871.  Fieberocapsus flaveolus ingår i släktet Fieberocapsus och familjen ängsskinnbaggar. Arten är reproducerande i Sverige. Inga underarter finns listade i Catalogue of Life.